# Otazu (Navarra)

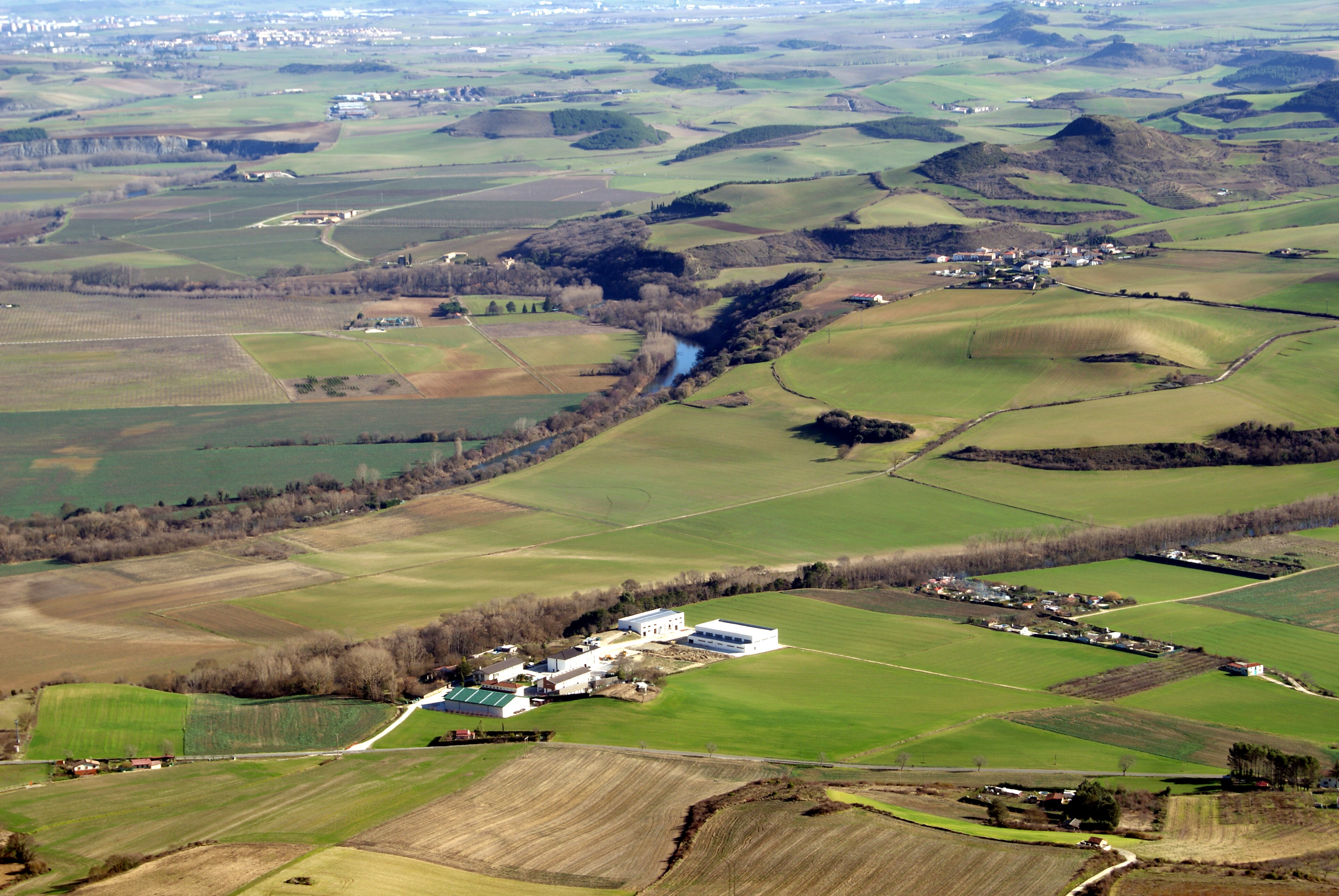
Vista del río Arga a su paso por la Val de Echauri-Arraiza (Cuenca de Pamplona). Otazu se localiza a la izquierda, en la parte superior.

Otazu es un lugar, coto redondo de propiedad particular y adscrito al municipio de Echauri, en el histórico valle de este mismo nombre, a orillas del río Arga. Flanqueado por la sierra del Sarbil y la sierra del Perdón y registrada como localidad española de la Comunidad Foral de Navarra. Forma parte de la Cuenca de Pamplona y se encuentra a tan solo 8,1 km de la merindad de Pamplona. Su población en 2016 fue de 25 habitantes (INE).

## Etimología
Su significado viene del vasco ota- (variante en composición de ote) 'argoma' (Ulex spp), 'ollaga' + -zusufijo abundancial. Al menos en Otazu de Navarra otedebió de ser un tipo de ollaga (Genista spp).
Aparece documentado en Navarra como: Hotaçu (1268) y Otaçu (s. XI-XII). En Álava: Otazu (1025) y Octazu(1078).
En el siglo XIV el señorío fue adquirido por el linaje bajonavarro de los Yániz, que dieron los señores más brillantes en la segunda mitad de siglo.

## Historia
Aparece documentado ya como apellido locativo en 1098. Fue lugar de señorío realengo hasta que el rey Teobaldo I lo dio (1234) con otros pueblos a Toda Rodríguez a cambio de Cortes y su castillo. El monasterio de Irache y los Hospitalarios de San Juan de Jerusalén poseyeron heredades en su término desde el siglo XIII.
Las primeras menciones escritas acerca de Otazu datan de la Reja de San Millán en el siglo XI. En dicho documento se le menciona como una de las poblaciones del alfoz de Arrazua.

### SigloXII
Se construye la Iglesia Románica de San Esteban.
El Camino de Santiago cruza la parte norte de Navarra. La iglesia románica de San Esteban, en el corazón del Señorío de Otazu, es un testimonio del paso de los peregrinos en su recorrido hacia [null Santiago de Compostela].
La iglesia es una fábrica medieval, típica del ámbito rural de Navarra, y datable hacia el año 1200. La planta, muy simple, consta de una única nave, dividida en tres tramos de longitud desigual y con terminación en ábside semicircular. El acceso se sitúa en el lado de la epístola, frente por el que se adosa también la sacristía, que es una estancia de planta rectangular construida en el siglo XVII. Uno de sus lados es curvo para adaptarse a la forma del ábside.
Los muros van en sillarejo de factura un tanto irregular, que conservaron su enlucido original hasta la última intervención. Dos ventanas afrontadas dan luz al interior, una situada en el eje del ábside y la otra, en el muro de los pies. Ambas rematan con arcos de medio punto. A los pies de la nave se levanta un coro alto de madera, atravesado por una escalera de caracol que sube a la torre. La nave se cubre con una bóveda de cañón apuntado muy típica del momento de transición en el que se erigió el templo, y se articula mediante arcos fajones del mismo perfil, que apean sus empujes en ménsulas encastradas en el muro, por encima de las que corre una imposta que rodea todo el perímetro interior del templo. La cabecera recibe una bóveda de horno de directriz apuntada, mientras que la sacristía se cubre con un simple cielo raso.
El exterior es sobrio y ciego, con muros donde predomina el macizo sobre los vanos. Una imposta señala un cambio de material, correspondiente a un recrecimiento. La torre se levanta sobre el tramo de los pies, como es habitual en este tipo de templos. Lleva un fuste corto y macizo, rematado en alto por un sencillo tejado en pabellón, bajo el que hay dos medios puntos para alojar las campanas. El acceso se sitúa en el segundo tramo de la nave, por el lado meridional, y consta de un arco de ligero apuntamiento, cuyo derrame se salva por tres arquivoltas más guardalluvias. Apean en columnitas con basa, fustes lisos originales y capiteles de decoración vegetal, dotados de cimacios decorados con entrelazos también vegetales. El tímpano lleva un crismón trinitario por toda decoración y va reforzado por sendas ménsulas, en una de las cuales figura un bóvido, mientras que la otra lleva la labra más inquietante de dos figuras humanas en el momento de ser engullidas por un monstruo.
El interior va presidido por un hermoso retablo renacentista, propio del segundo tercio del siglo XVI. Su estructura consta de banco, dos cuerpos de tres calles más dos entrecalles y ático que sigue la traza de los cuerpos, coronado por frontón triangular flanqueado de otros dos curvos. Un guardapolvos exterior protege la obra, a excepción del ático. En cuanto a la iconografía, el banco alberga, entre otras, las tallas de Santa Bárbara, San Mateo, San Lucas y Santa Catalina de Alejandría, así como imágenes de apóstoles. En el primer piso se ven los relieves de Santa Margarita y Santa Lucía, en los extremos, además de los bultos de San Marcos, San Agustín, San Esteban ataviado de diácono (titular, sedente), San Gregorio, San Juan Evangelista y varios apóstoles. En el segundo piso figuran Santa Águeda, San Juan Bautista, Santa Apolonia y varios santos más. Por último, en el ático encontramos el Calvario, San Sebastián, San Cristóbal y, presidiendo desde el frontón, la figura del Padre Eterno. El sagrario es moderno.
Delante de este retablo encontramos una Virgen con el Niño gótica procedente del vecino [null Señorío de Eriete], del siglo XIV, que según Clara Fernández-Ladreda pertenece al foco vasco-navarro-riojano, con la característica manera de sujetar al Niño por parte de María, agarrándolo desde abajo. Los rasgos de María son finos y alargados, mientras que Jesús aparece con la cara más rechoncha y llena. Los plegados son naturales, combinando líneas onduladas y bruscos quiebros.
En el lado del Evangelio hay un lienzo que representa a San Gregorio Magno, ataviado como pontífice, propio del XVII y realizado en estilo barroco temprano, por mano de un hábil artista. Se representa al santo anciano, pero con potente y vigorosa anatomía, con ropajes ampulosos, en cuya dalmática figuran imágenes de santos. Corona con la paloma del Espíritu Santo y se ve un marco arquitectónico donde, de manera un tanto infantil, se representan las almas del purgatorio. En el muro opuesto, un lienzo contemporáneo del anterior representa la coronación de la Virgen, que ha sido identificada como Nuestra Señora de Montserrat. María aparece entronizada, con el Niño en su regazo y rodeada por la corte celestial.
Bajo el coro hay una pila de bautismos del siglo XVI, labrada ya en estilo renaciente. Consta de pedestal prismático, fuste acanalado, capitel y taza semiesférica con gallones. Cerca cuelga una talla barroca del Crucificado algo tosca. En la sacristía se custodian varias tallas, algunas de ellas procedentes del señorío de Eriete, y alguna pieza de orfebrería.

### SigloXIII
Se construye la Torre de defensa que posteriormente formaría la base para el Palacio del Señor de Otazu y Yaniz.
En el siglo XIV el señorío fue adquirido por el linaje bajonavarro de los Yániz, que dieron los señores más brillantes en la segunda mitad de siglo.

### SigloXIV
La Torre palomar, construcción característica del valle de Echauri, es construida con fines de defensa.
El edificio muestra planta rectangular alargada, muros de mampostería, cuatro alturas con concentración de saeteras en la tercera de ellas, y tejado a doble vertiente. El acceso se practica mediante un arco apuntado de nueve dovelas.
Su posición ventajosa, cerca de la iglesia, pero no tan próxima como para que pudiera ser aprovechada como "padrastro" en un ataque contra la propia torre, es una disposición mil veces repetida en lugares de implantación señorial, como vemos en Góngora, Óriz, Ayanz, Equísoain o Arce, y, por supuesto, que se corresponde con la ubicación de una residencia nobiliaria.
Por otro lado, es bien sabido que el uso residencial e incluso la función defensiva de una torre era bien compatible con la existencia de palomares, que constituían un importante recurso económico, a la par que una fuente de proteínas nada desdeñable en la Edad Media.
La torre palomar de Otazu pertenece a un modelo de edificio defensivo muy extendido en una amplia zona de la Navarra media occidental, con epicentro en Echauri, en cuyo casco urbano encontramos cuatro torres similares. Otras del mismo modelo son las de Elío, Artázcoz, Ibero, Munárriz, Aizpún o Arteta, con las que comparte planta, morfología cerrada y tratamiento de muros y vanos. En cuanto a la datación, se encuentran lejos de los edificios propios del XVI, donde precisamente una de las características más destacadas es la de la apertura de amplios vanos, como correspondía a un nuevo concepto de la habitabilidad y del confort, derivado además de las nuevas condiciones de seguridad, tras el fin del ciclo banderizo y la subsiguiente conquista de Navarra. Consideramos, en suma, que se trata de un modelo de torre perteneciente a una generación anterior a las de Yárnoz, Liberri o Ayanz, que se plantearon con plantas cuadradas pero con mayor desarrollo en superficie, y dotadas de adarve amatacanado, surgidas hacia el cambio de siglo.
1351
Gil García de YÁniz, Señor de Otazu, es lugarteniente del gobernador de Navarra.
Gil García de Yániz,  designado como el Mozo, fue igualmente  merino de Montañas en 1328-1338, baile de Ultrapuertos a continuación (1339-1340) y lugarteniente del gobernador desde 1345.
El nuevo monarca, Carlos II, le ratificó en este último cargo hasta 1357. En la ceremonia de coronación de este rey, que tuvo lugar en 1350, Gil García de Yániz, señor de Otazu, figuraba entre los catorce ricoshombres —el grado más alto de la nobleza del Reyno de Navarra en aquella época— asistentes.
1387-1425
El rey de Navarra, Carlos III “El Noble" solía beber los vinos elaborados en Otazu.
Las vides se cultivan en el Señorío de Otazu desde la Edad Media. El rey de Navarra, Carlos III “El Noble" (1411-1425), solía beber los vinos elaborados en Otazu, como demuestran los documentos encontrados en el Archivo General de Navarra.

### SigloXVI
A principios del siglo XVI, El Señorío de Otazu pasó a manos de la familia Berrio.
Al tiempo de la conquista de Navarra por Fernando el Católico en julio de 1512, el señorío pertenecía a don Pedro de Berrio, cuya casa en la rúa de las Tecenderías del Burgo de San Cernin destinó Carlos V en 1524 para sede de la Casa de la Moneda (actualmente, sede de la Cámara de Comptos).
1568
Don Pedro de Berrio, Señor de Otazu, ostentaba a la vez el cargo judicial de alcalde del mercado de Pamplona
 Don Pedro de Berrio percibía un acostamiento o pensión vitalicia de 30.000 maravedís al año y ostentaba a la vez el cargo judicial de alcalde del mercado de Pamplona, con licencia del rey para percibir las retribuciones correspondientes por ambos conceptos. En 1585 era beneficiario de la asignación su hijo don Hernando.
El señor de Otazu era uno de los setenta y cuatro nobles que gozaban de la codiciada prerrogativa de ser llamados a las Cortes de Navarra por el brazo militar o de la nobleza dentro de la conocida como nómina antigua, tenida por la de mayor lustre y abolengo. Y, como tal, fue convocado por el virrey marqués de Almazán a las que se celebraron en 1580.

### SigloXVII
1624
El palacio pasa a pertenecer a la familia Ezpeleta
En 1624, el palacio pertenecía a don Juan de Ezpeleta, quien ese año presentaba a un clérigo de su confianza para la abadía o parroquia del lugar. El mismo palaciano andaba litigando ocho años más tarde contra el vicario y primicieros de Arróniz por el pago de 270 ducados, como apoderado de la hija de Ramos de Arizmendi, cantero de Viana, que había construido la torre de la iglesia de dicha localidad aceitera.

### SigloXIX
1802
El señorío de Otazu pasa a figurar en las Descripciones de Navarra como señorío propio del marqués de Góngora.
El Diccionario Geográfico-Histórico de la Real Academia de la Historia, publicado en el año 1802, dice de este lugar de señorío que “se halla situado a las márgenes del Arga en sitio ameno, a distancia de un cuarto de legua de Zabalza y Ubani. Confina también con Larraya, Paternáin y Echauri, a dos leguas de Pamplona por suroeste. Es del marqués de Góngora, pero su gobierno es como el de los otros pueblos. La iglesia está dedicada a San Esteban y servida por un abad, a cuyo cargo hay 61 feligreses que ocupan 8 casas. El río Arga tiene barca en este lugar”.
1835-1845
Al suprimirse las jurisdicciones señoriales,  el Señorío de Otazu pasa a formar parte  del Ayuntamiento de Echauri.
Aunque a principios del siglo XIX se gobernaba como realengo, al igual que otros pueblos del valle de Echauri. El señor ejercía asimismo el derecho de presentación del párroco.
La Edad Media pervive en estos predios donde se conserva intacto un conjunto histórico-cultural constituido por una iglesia tardo-románica dedicada a San Esteban construida a finales del siglo XII, así como un palacio renacentista del siglo XVI y una torre palomar del siglo XIV.
El Señorío de Otazu se conserva en la actualidad y acoge, además, una bodega vinícola (Bodega Otazu) que, como ha sido tradicionalmente, es la principal actividad económica del lugar y que ocupa la mayor parte de sus terrenos, bañados por el río Arga.
Enclavada en el hermoso valle ubicado entre la sierra del Perdón y la sierra del Sarbil y, a tan sólo 8 kilómetros de Pamplona, se encuentra Bodega Otazu. Se trata de la bodega situada más al norte de España para la producción de vino tinto; aunque también produce blancos y rosados excepcionales cuyos sabores transmiten la personalidad inimitable de este terroir único. 
Historia de Bodega Otazu
Siete siglos de tradición vitivinícola en una tierra privilegiada
Su historia se remonta a la Edad Media como se aprecia en el [null Señorío de Otazu] . Allí se han preservado la iglesia románica de San Esteban (siglo XII), la torre de defensa palomar (siglo XIV)y el Palacio Renacentista de origen medieval (siglo XVI), y todos ellos han sido enteramente restaurados. 
1387-1425
El rey de Navarra, Carlos III “El Noble" solía beber los vinos elaborados en Otazu
Las vides se cultivan en el Señorío de Otazu desde la Edad Media. El rey de Navarra, Carlos III “El Noble" (1411-1425), solía beber los vinos elaborados en Otazu, como demuestran los documentos encontrados en el Archivo General de Navarra.
1840
Se construye la antigua bodega, de estilo francés, con una capacidad en cubas de madera de roble de 200.000 litros.
Se construye la bodega antigua de estilo chateaux francés, con una capacidad de 200.000 litros, siendo ésta la primera bodega en Navarra construida fuera de un casco urbano. Bodega Otazu entonces contaba con 40 hectáreas (ha) de viñas.
1894
La Filoxera arrasa cerca del 90 % de los viñedos de Europa.
En 1892 el insecto de la filoxera saltó los Pirineos e infectó los viñedos navarros. Echauri y Aranguren fueron los primeros valles que quedaron afectados por la terrible plaga. De las 50.000 hectáreas de cultivo de vid en Navarra quedaron afectadas 48.500.
1992-1994
Bodega Otazu retoma el proyecto vitivinícola en los terrenos del Señorío de Otazu y de Eriete.
Bodega Otazu procede replantando 92 ha de viñedo. Las variedades de uva seleccionadas fueron: Cabernet Sauvignon, Merlot, Tempranillo y Chardonnay.
1994
Primer vino elaborado por Bodega Otazu.
Este primer vino de Merlot, más que un producto comercial, fue la prueba irrefutable del potencial de las uvas de Otazu para hacer vinos de gran calidad.
1994-1998
Reforma del edificio de la antigua bodega y construcción de la nueva bodega, “La Catedral del Vino”.
Durante la reforma fue muy importante rescatar la bodega antigua de 1840. Por otra parte, la nueva bodega fue uno de los proyectos arquitectónicos más importantes en el mundo del vino, siendo reconocido en múltiples ocasiones a nivel nacional e internacional.
1999
Primera añada de Altar.
Altar nace como un vino homenaje al diseño de la sala de barricas “La catedral del vino”, que se encuentra presida por una prensa del siglo XIV, que, vista desde la sala de barricas, se asemeja a un altar del vino.
2002
Bodega Otazu expande el proyecto vitivinícola.
A las 92 ha existentes, se añaden 18,1 ha de Chardonnay.
2003
Primera añada de Vitral.
Vino insignia de Otazu y cuya producción se limita a 900 botellas por año. Su nombre se inspira en las grandes obras de arte que decoran las catedrales europeas.
2006
Primera añada de Otazu Rosado Merlot.
Un vino concebido como prueba, ha pasado a ser muy representativo de la tipicidad y particularidad de las uvas de Otazu.
2009
Obtención de la certificación de calidad: Denominación de Origen Protegida (D. O. P.) Pago de Otazu.
Con este reconocimiento, Bodega Otazu pasa a formar parte del exclusivo grupo de Bodegas que, dados sus vinos de gran calidad, elaborados con uvas propias y con unas exigencias de calidad máximas, pueden hacer gala de poseer denominaciones de origen propias. Actualmente existen catorce pagos en toda España.
2010
Salen al mercado los primeros vinos D. O. P. Pago de Otazu.
Estos primeros vinos, Señorío de Otazu tinto y Señorío de Otazu Chardonnay Fermentado en Barrica, se posicionan como los referentes por excelencia de la potencialidad de las uvas del Pago de Otazu.
2013
Inauguración del Museo del Vino
La planta baja de la Bodega Antigua actualmente alberga el Museo del Vino de Otazu. este se encuentra formado por maquinaria propia con la cual se elaboraba vino en el Señorío de Otazu antes de la epidemia de la Filoxera. El museo ofrece una mirada retrospectiva sobre el arte milenario de hacer vino.
Hoy en día la presencia del arte en Otazu es una de sus características más destacadas, empezando por sus jardines, en los que se exhiben monumentales esculturas. Arquitectónicamente, destaca su sala de barricas, en la que su diseño y disposición recuerdan a una catedral, en este caso del vino. Diseñada por el arquitecto navarro Jaime Gaztelu y ejecutada por el ingeniero Juan José Arenas, esta impactante construcción subterránea permite mantener la temperatura ideal para la crianza del vino de forma natural y constante, que se realiza en barricas de roble francés.  
Con sus influencias atlánticas, el excepcional microclima de Otazu le permite obtener vinos con colores vivos, aromáticos y muy frescos en boca. Su orientación norte-sur hace que los racimos de uva consigan una excelente y equilibrada exposición al sol.
El viñedo se encuentra certificado como Denominación de Origen Protegida [null Pago de Otazu], la máxima categoría que puede obtenerse en España, loque garantiza la selección y la personalidad inimitable de cada uno de sus vinos, así como el hecho de que sus vinos son elaborados con las uvas procedentes de las 110,12 hectáreas de viñedo propio que rodean la bodega, en las cuales se cultivan las siguientes variedades:Tempranillo, Cabernet Sauvignon, Merlot, Chardonnay y más recientemente Cabernet Franc y Pinot Noir
Bodega Otazu fusiona arquitectura, naturaleza, arte y vino ofreciendo al visitante una experiencia para todos los sentidos. 

## Arte y arquitectura
- Iglesia de San Esteban: Cuenta con una iglesia tardo-románica dedicada a San Esteban que fue remozada en el siglo XVI y restaurada a fines del siglo XX,
- Palacio renacentista del siglo XVI y una torre de defensa del siglo XIV. En el siglo XVIII pasó de los Ezpeleta al marqués de Góngora.
- Bodegas: Hoy en día el dentro del Señorío de Otazu se encuentra una bodega (Bodega Otazu) vinícola que, como ha sido tradicionalmente, es la principal actividad económica del lugar y que ocupa la mayor parte de sus terrenos.

## Linaje
Como linaje, una rama toma su nombre de Otazu en Valle de Echauri (Navarra). Otra, de Otazu en Vitoria (Álava). Tuvieron palacio en Zurbano. Pasaron a México, Paraguay, Uruguay, Perú, Bolivia, EE. UU.